# Ташла (Ставропольский край)
Ташла — хутор в Шпаковском муниципальном округе Ставропольского края России.

## Этимология
Наименование хутора связано с протекающей через него речкой Ташлой, берущей начало на Ставропольских высотах. Название последней образовано от тюрк. Таш («камень») и означает «река, текущая по камням».
По информации ставропольского краеведа В. Г. Гниловского, гидроним Ташла возник благодаря тому, что «Ставропольская возвышенность до заселения русскими носила имя Ташлы-сырт, то есть каменистая возвышенность».

## География
Хутор Ташла расположен в западной части Ставропольского края, в 13 км от краевого центра и 10 км от центра округа. В 3 км находится международный аэропорт Ставрополь.
Водные объекты
В окрестностях хутора есть несколько прудов. По его территории с запада на восток протекает река Ташла, начинающаяся в Таманском лесу в черте города Ставрополя:25 и сливающаяся с рекой Мутнянкой возле села Старомарьевка:49.

## История
В справочнике «Административно-территориальное устройство Ставрополья с конца XVIII века по 1920 год» (2008) приводятся следующие сведения об этом населённом пункте: «Ташлянский (Ташла) — хутор Надежденской вол. Ставропольского уезда. В списке 1873 г. упоминаются Ташлянские хутора при г. Ставрополе. Также упоминается в списке на 1916 г.».

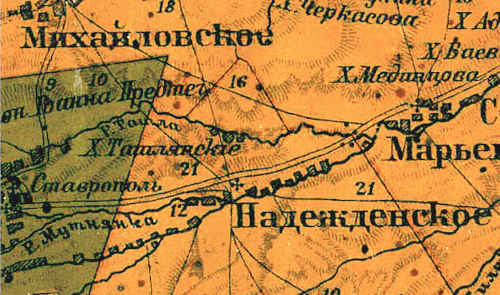
Хутора Ташлянские на 10-вёрстной карте Ставропольской губернии 1896 года

По списку населённых мест Северо-Кавказского края на 1925 год хутор Ташлянский входил в Надеждинский сельсовет Ставропольского района Ставропольского округа с центром в селе Надежда. Согласно указанному источнику, в Ташлянском было 66 дворов с населением 374 человека (178 мужчин, 196 женщин):290—291. По списку 1926 года в хуторе Ташла насчитывалось 76 дворов с населением 406 человек (203 мужчины, 203 женщины):274.
В 1931 году в Ташле образовался колхоз им. Чапаева, выделившийся из разукрупнённого колхоза «Гигант» (с. Старомарьевка).
В 1935 году хутор, ранее входивший в упразднённый Ставропольский район, был передан в состав Старомарьевского района Северо-Кавказского края (с 1937 года — Орджоникидзевского края, с 1943 года — Ставропольского края).
Согласно карте Генштаба Красной армии 1941 года, в населённом пункте (подписан как Ташлинский) насчитывалось 86 дворов.
Во время Великой Отечественной войны с августа 1942 года Ташлинский находился в оккупации. Освобождён 21 января 1943 года.
В 1950 году колхоз им. Чапаева влился в укрупнённый колхоз «Победа» (с 1957 года — совхоз «Надеждинский»).
В 1953 году хутор Ташла передан из упразднённого Старомарьевского района в Ворошиловский (с 1957 года — Михайловский) район Ставропольского края. В 1963 году, в связи с упразднением Михайловского района, включён в состав Шпаковского района:27.
По состоянию на 1 января 1983 года хутор по-прежнему относился к Надеждинскому сельсовету:28. На изданной в 1985 году карте Генштаба ВС СССР для Ташлы указана численность населения 260 человек.
В 1996—2020 годах населённый пункт входил в упразднённый Надеждинский сельсовет Шпаковского муниципального района Ставропольского края.
В 2021 году, по данным администрации округа, число жителей хутора составило 414 человек.

## Население
| 1925 | 1926 | 1989 | 2002 | 2010 | 2013 | 2014 |
| ---- | ---- | ---- | ---- | ---- | ---- | ---- |
| 374  | ↗406 | ↘210 | ↗322 | ↗391 | →391 | ↗400 |

Национальный состав
По данным переписи 1926 года, из 406 жителей 389 — великороссы (96 %):274.
По данным переписи 2002 года, 86 % населения — русские.

## Инфраструктура
На территории хутора действует фельдшерско-акушерский пункт.
Водоснабжение обеспечивается от Шпаковского группового водовода, по которому в хутор поступает вода из Сенгилеевского водохранилища.
В 2012 году, в ходе реализации целевой ведомственной программы «Социальное развитие села до 2013 года», в Ташле построен газопровод. В 2017 году населённый пункт был полностью газифицирован.

## Конный спорт
В 2005 году в Ташле открылся конно-спортивный оздоровительный клуб «Ставрополье». Первоначально здесь осуществлялась подготовка молодых лошадей к соревнованиям по конкуру (всего подготовлено более 20 голов лошадей). Начиная с 2009 года участником клуба мог стать любой желающий. Основные направления КСОК «Ставрополье» — обучение верховой езде, фитнес на лошади.

## Археология
В окрестностях хутора, на левом берегу Ташлы, находится памятник археологии федерального значения — «Поселение» (I тыс. до н. э.).